# Donnino (abate)
Donnino (X secolo – X secolo) è stato un abate italiano.

## Biografia
Fu abate regolare dell'abbazia di Leno. Durante il suo mandato, a difesa dell'abbazia dagli invasori Ungari, l'imperatore Ottone II di Sassonia inviò in Italia Ancilao di Nördlingen, che nel 945 venne ricompensato da Donnino con l'investitura delle terre di Pralboino, Gambara e Verola Alghise. La tradizione vuole che Ancilao sia il capostipite della nobile famiglia Gambara.
Nel 958 un diploma di Berengario II confermò i vastissimi possedimenti dell'abbazia.
Nel 967 Donnino permutò, dietro consenso imperiale, con il conte di Modena Attone, ascendente di Matilde di Canossa, le terre di Gonzaga, vecchio feudo dell'abbazia di Leno, con altre nella contea di Brescia, sottraendole alla giurisdizione dei vescovi di Reggio. Donnino provvide anche a fortificare con palizzate il borgo di Gottolengo.